# Adeline Records
Adeline Records was een Amerikaans platenlabel dat is opgericht in 1997 in Oakland, Californië. Het werd opgericht door Billie Joe Armstrong, Doug Sangalang, Jason White en Jim Thiebaud. Adeline Records is vernoemd naar een straat (Adeline Street) in Californië. Het platenlabel werd uiteindelijk opgeheven in 2017.

## Bands (selectie)
- The Frustrators
- Green Day
- Stickup Kid
- Living with Lions
- Look Mexico
- One Man Army
- Pinhead Gunpowder
- White Wives
- AFI
- Agent 51
- Broadway Calls
- Fleshies
- The Living End
- The Soviettes